# Vida Jenő
Vida Jenő, Vida Jenő Joakim, született Weil (Budapest, 1872. augusztus 30. – Auschwitz, 1945. március) nagytőkés, iparvállalati vezérigazgató.

## Karrierje
Szegény zsidó családból származott, apja Weil Dávid, anyja Schulhof Berta. Kereskedőnek készült, elvégezte a budapesti kereskedelmi akadémiát, és mint gyakornok kezdte pályáját a Grünwald és társa szeszgyárnál, melynek megbízásából gyakran járt keleten piacot teremteni a magyar szeszgyártásnak.
1897-ben a Magyar Általános Kőszénbányához (MÁK) került, mint intéző. Rövidesen cégvezető, majd igazgató lett, 1914-ben pedig vezérigazgató. A felszámolás előtt álló MÁK-ot átszervezte és hatalmas iparvállalattá fejlesztette. A háború alatt az Országos Szénbizottság és a Központi Árvizsgáló Bizottság tagja volt. 1918-ban a MÁK érdekkörébe vonta az Urikány-Zsilvölgyi Magyar Kőszénbánya Rt.-t. Jelentős tőkét fordított az első világháború utáni években felfedezett dunántúli bauxittelepek feltárására és a bauxit hazai feldolgozására. Felsőgallán alumíniumkohót helyeztetett üzembe. Igazgatósági tagja a GYOSZ-nak, az Országos Iparegyesületnek, a Budapesti Kereskedelmi és Iparkamarának és elnöke a Cementgyárak Országos Szövetségének. Komárom és Esztergom k.e.e. vármegye törvényhatósági bizottsági tagja. 10 millió pengős vagyonával az első helyen állt a nagyvállalatok vezetői között.
Vida a maga erejéből emelkedett fel a „kis zsidók” sorából, hallatlan tehetsége, kereskedői, vállalatalapítói éleslátása tette csoportjának utolsó „self-made manjévé”.
A zsidó hitközségi életben is élénken vett részt, elnöke volt a budapesti Zsidó Fiúárvaháznak. Neje Krishaber Irén volt.

## Kapcsolatai, politikai pályafutása
Szoros kapcsolatok fűzték a Magyar Általános Hitelbankhoz, az Alumíniumérc Bánya és Ipar Rt.-hoz és sok más iparvállalathoz. A nagytőke oldaláról támogatta a rendszer politikai vezetőit. Gazdasági főtanácsossá, majd 1928-ban a magyar felsőház örökös tagjává nevezték ki. Horthy Miklós szűkebb köréhez tartozott. A kormányzó körével való kapcsolata olyan szoros volt, hogy az öt zsidó származású képviselő között volt, aki a Horthyra nehezedő német tiltakozás ellenére még 1943-ban is a felsőház pénzügyi bizottságának tagja maradt (Vida mellett ezek: báró Kornfeld Móricz, báró Ullmann György, ifj. Chorin Ferenc és Egry Aurél).
Az ország német megszállása után a Gestapo elfogta. Budai villájába Otto Winkelmann SS-tábornok szállásolta el magát, Vida Jenőt pedig Auschwitzba deportálták, ahol végelgyengülésben, a koncentrációs tábor felszabadítása után halt meg.

## Emlékezete

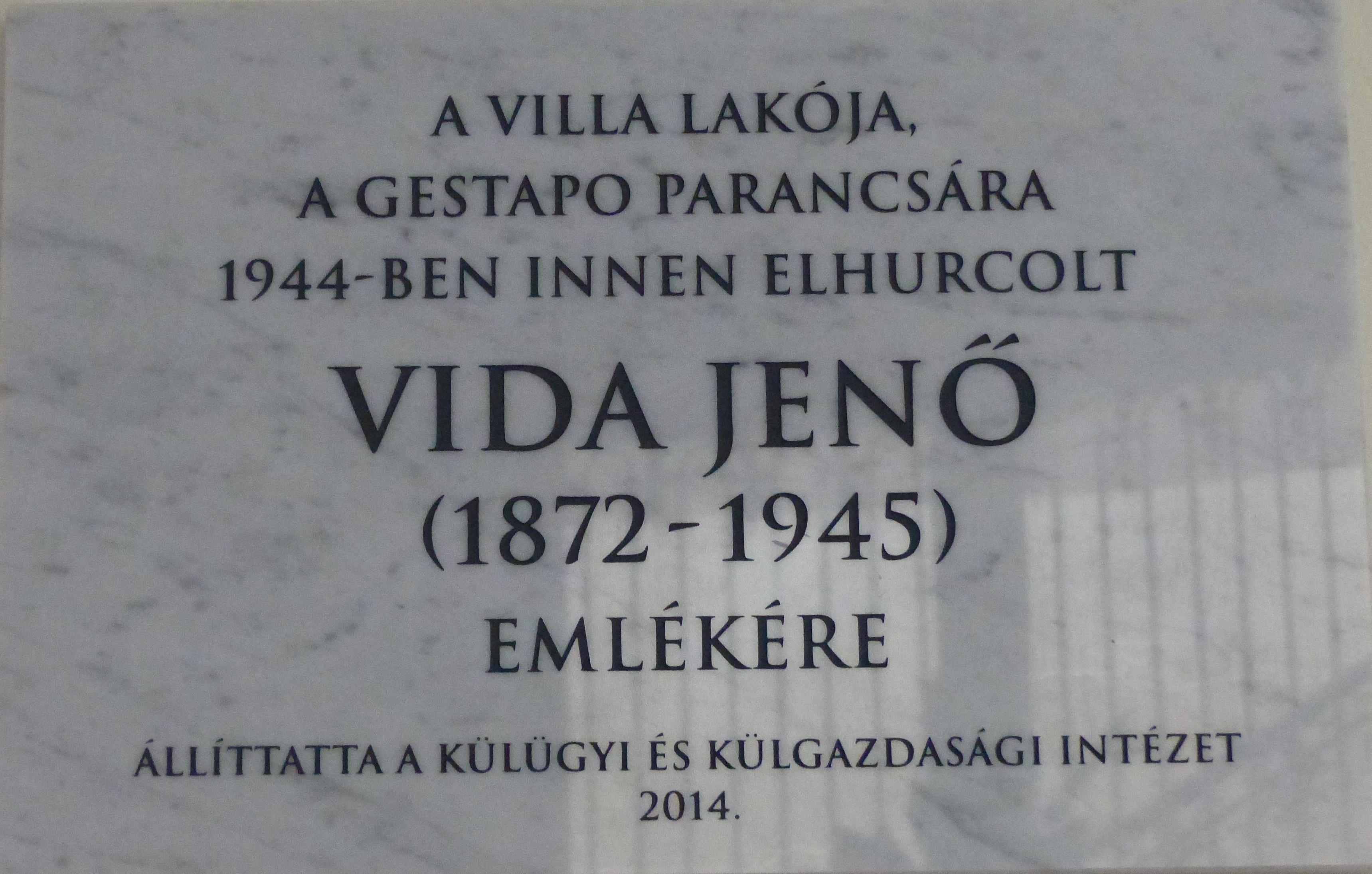
Vida Jenő emléktáblája

A Magyar Külügyi és Külkapcsolati Intézetben emléktábla őrzi a nevét.